# Fuchsia hybrida
Fuchsia hybrida es una especie de arbusto de la familia de las onagráceas.
Es originaria de América.

## Propiedades
Es usado en la terapia floral californiana: Cuando se dan estados falsos de emocionalidad, que tapan un dolor profundamente arraigado, esta flor procura la capacidad de expresar sentimientos profundos, vitalidad emocional genuina.

## Taxonomía
Fuchsia hybrida fue descrita por hort. ex Siebert & Voss y publicado en Vilmorins Blumengärtnerei ... Dritte neubearbeite Auflage 1: 332. 1894.
Etimología
Fuchsia: nombre genérico descrito por primera vez por Charles Plumier a finales del siglo XVII, y nombrada en honor del botánico alemán, Leonhart Fuchs (1501-1566).
hybrida: epíteto latino que significa "híbrida".